# Band Piauí
Band Piauí é uma emissora de televisão brasileira concessionada em Parnaíba, porém sediada em Teresina, respectivamente cidade e capital do estado do Piauí. Opera no canal 5 (42 UHF digital) e é uma emissora própria da Band. Seus estúdios estão localizados em Teresina, no bairro Jóquei, enquanto sua torre de transmissão está no Monte Castelo. Em Parnaíba, seus transmissores estão na sede da TV Delta, no bairro São Francisco da Guarita.

## História
A licitação para implantação de uma emissora comercial em Parnaíba foi vencida no início dos anos 2000 pelo político alagoano João Caldas, através de uma sociedade montada por Evandro José Schappo e Simony Oliveira Martins. No entanto, o valor alto pelo qual a concessão foi obtida, bem como a participação do político em outras licitações onde foram oferecidas cifras igualmente altas despertaram a atenção para um possível esquema de revenda pós-aquisição para outros grupos.
Anos depois da emissora ser outorgada, e nunca ter entrado no ar, os empresários locais Marcelo Claudino e Dalton Leal arrendaram a concessão do canal 5 VHF de Parnaíba, bem como a do canal 12 VHF de Timon (em nome da TV Difusora de São Luís, Maranhão) e iniciaram o projeto de implantação de um novo canal de televisão no Piauí. Sob a nomenclatura TV Perspectiva, a emissora entrou no ar em caráter experimental em 18 de abril de 2014, apenas retransmitindo a programação da Band, que havia ficado sem sinal no estado desde a desfiliação da TV Meio Norte em 31 de dezembro de 2010.
Os proprietários inclusive chegaram a lançar um portal de notícias, O Olho, que daria sustentação ao grupo responsável pela emissora. No entanto, em 2015, Claudino e Leal abandonaram o projeto, e após desistirem de levá-lo adiante, o próprio Grupo Bandeirantes de Comunicação assumiu o canal, nomeando o jornalista Diego Trajano como diretor regional. A emissora então passou a se chamar Band Piauí, tornando-se a 15ª emissora própria da Band.
Em 30 de agosto de 2021, a emissora deixou sua antiga sede na Cidade Nova, e inaugurou um novo espaço no Jóquei, área nobre de Teresina. Em 11 de outubro, também reformulou sua programação local e estreou novas atrações.